# Jimmy Ruffell
James William Ruffell, detto Jimmy, (Doncaster, 8 agosto 1900 – Bury St Edmunds, 6 settembre 1989) è stato un calciatore inglese, di ruolo attaccante.

## Carriera

### Club
Ha sempre giocato nel campionato inglese.

### Nazionale
Ha collezionato 6 presenze con la maglia della Nazionale.